# قائمة مساجد تونس
تحتوي هذه القائمة أهم وأقدم المساجد في تونس.

تحتوي تونس على ما مجموعه 6099 مسجدا وجامعا (815 4 جامعا و284 1 مسجدا) في موفى ديسمبر 2019.

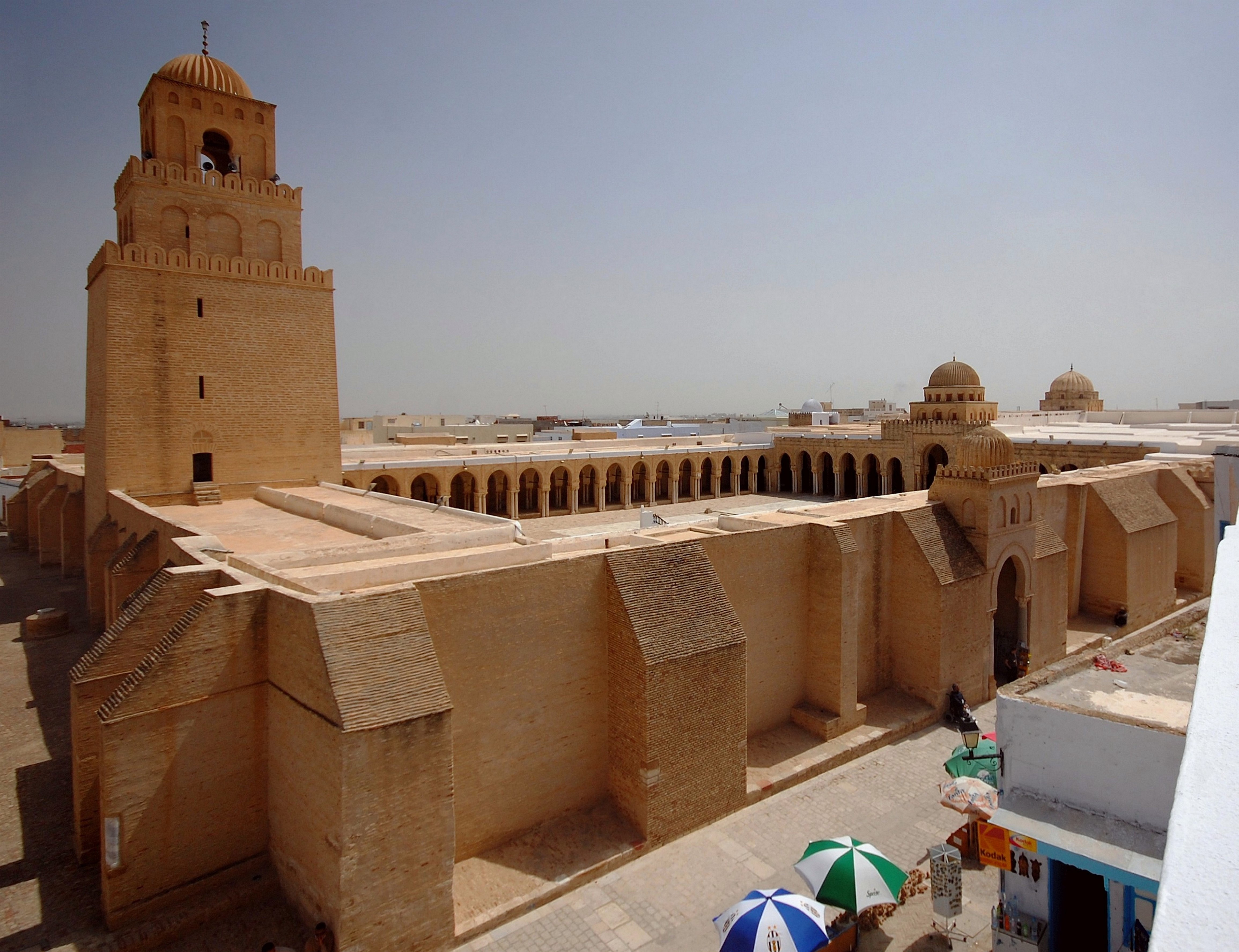
جامع عقبة بن نافع

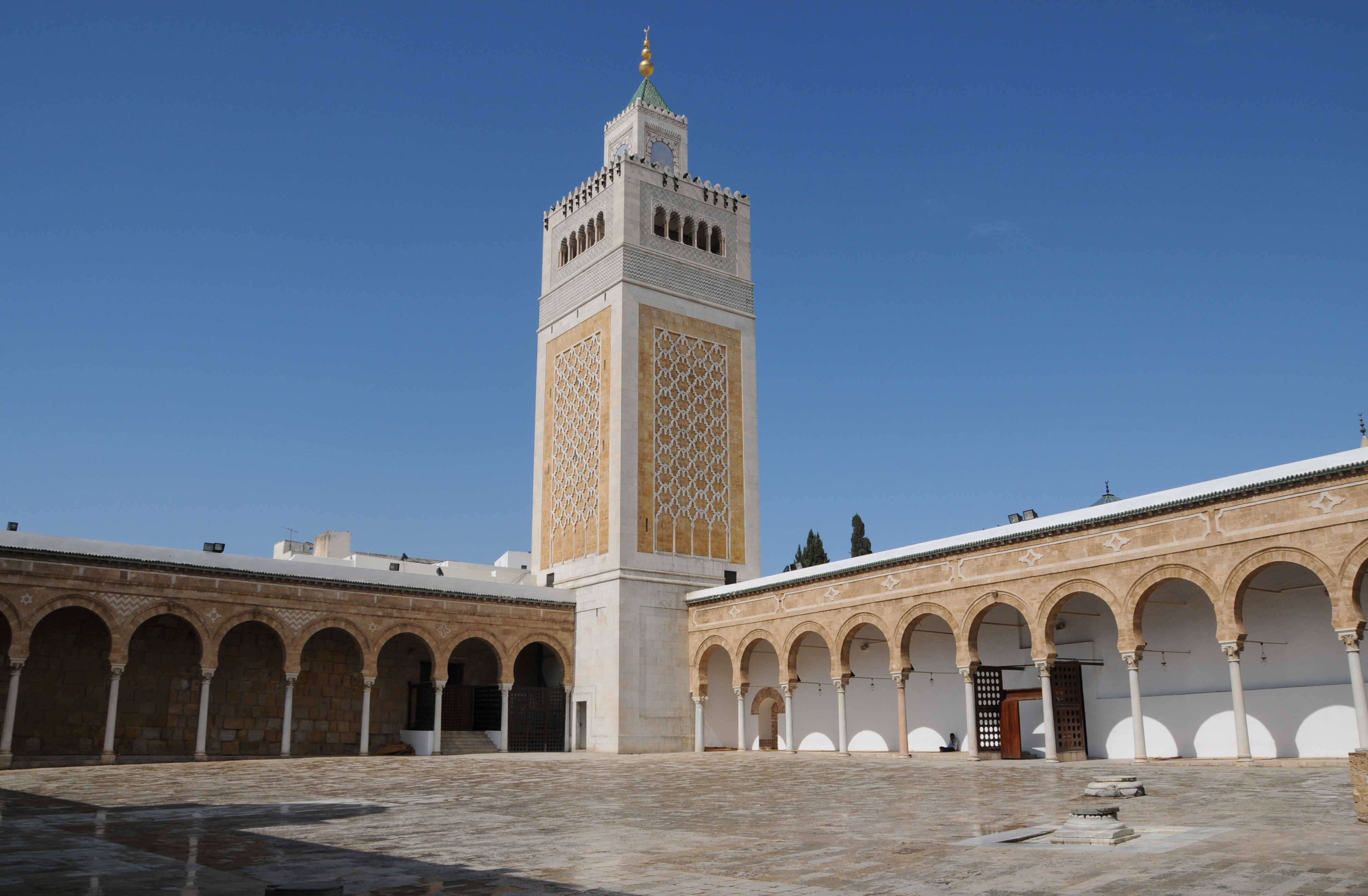
جامع الزيتونة

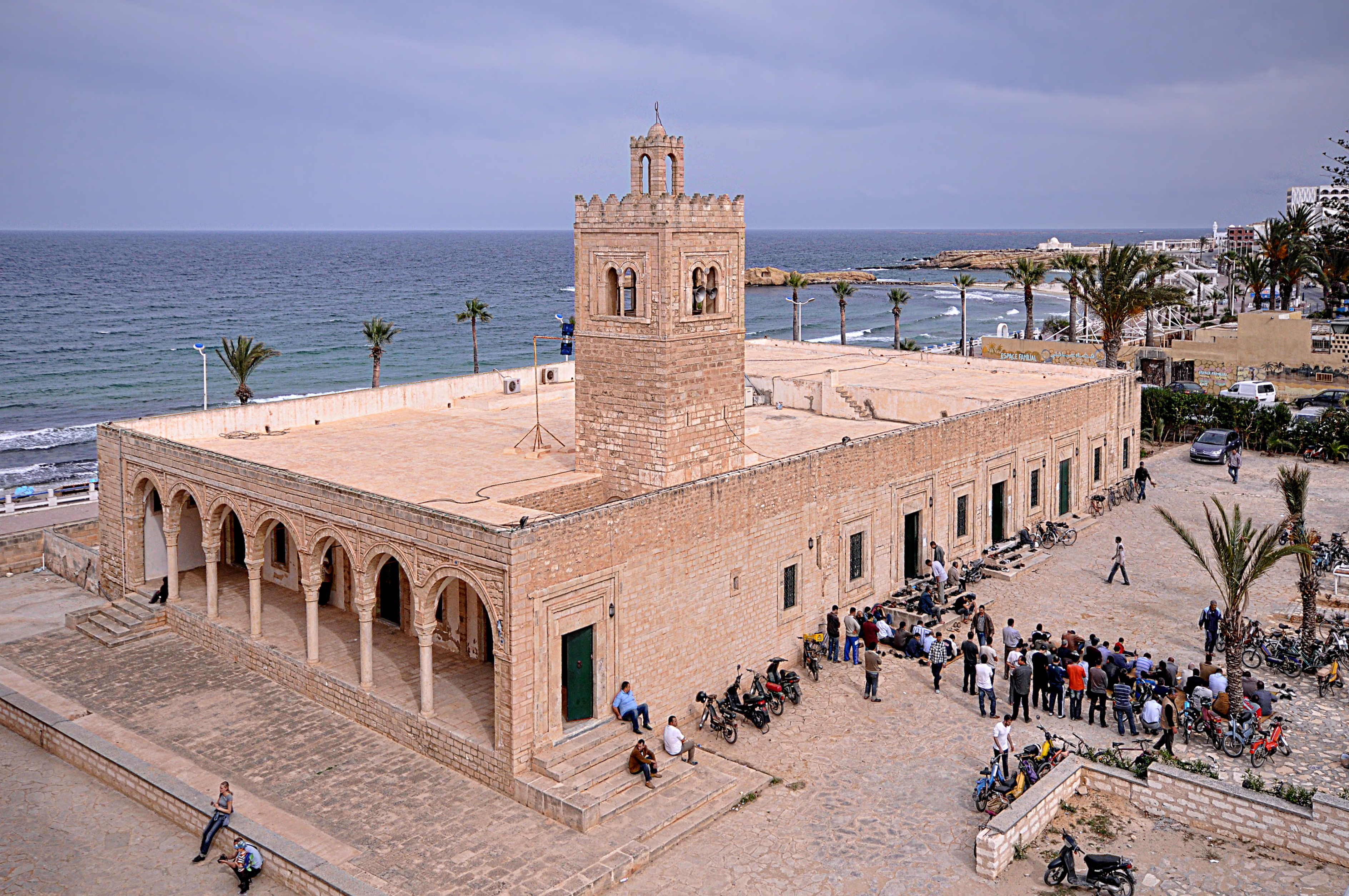
الجامع الكبير بالمنستير

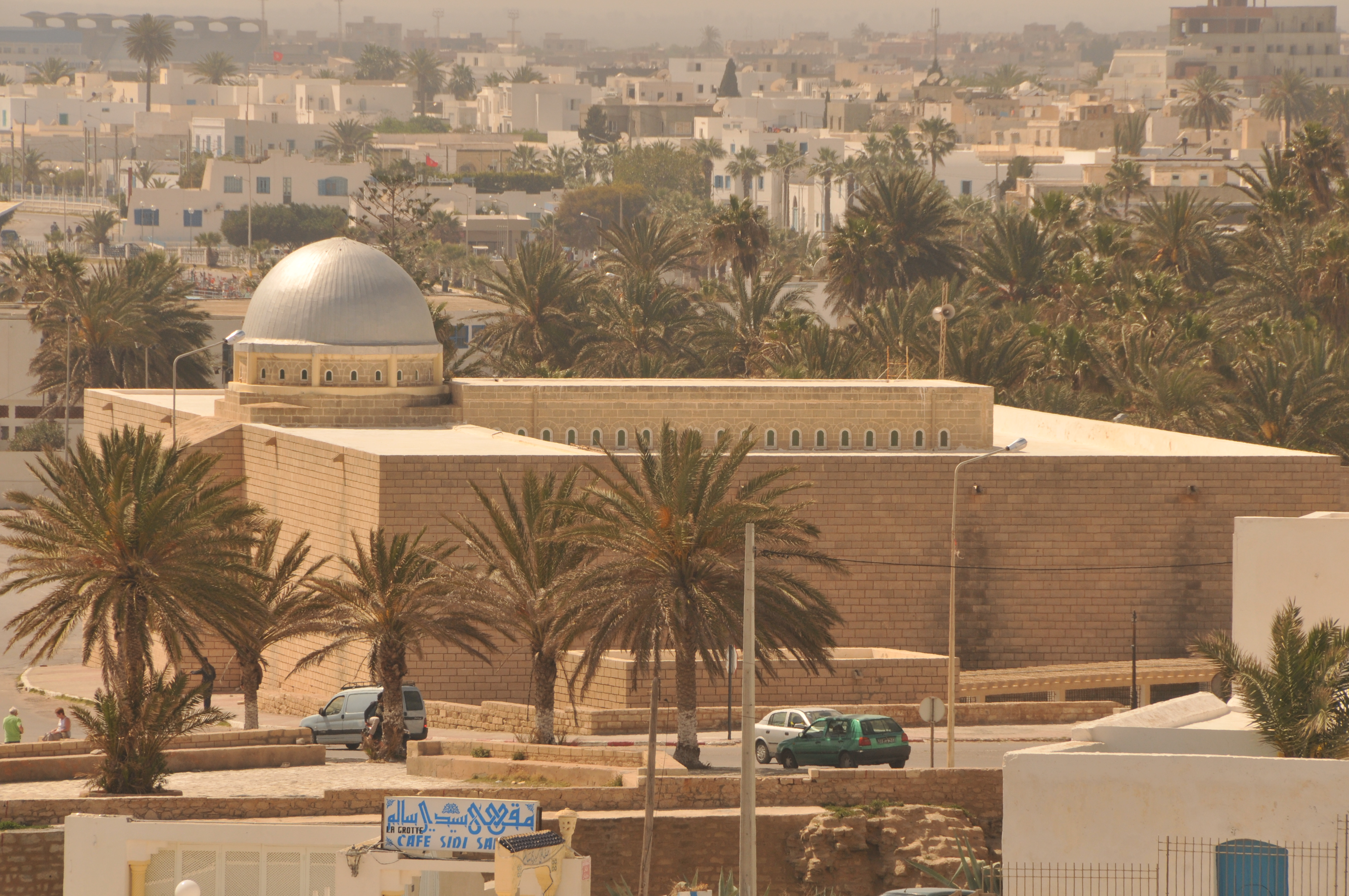
الجامع الكبير بالمهدية

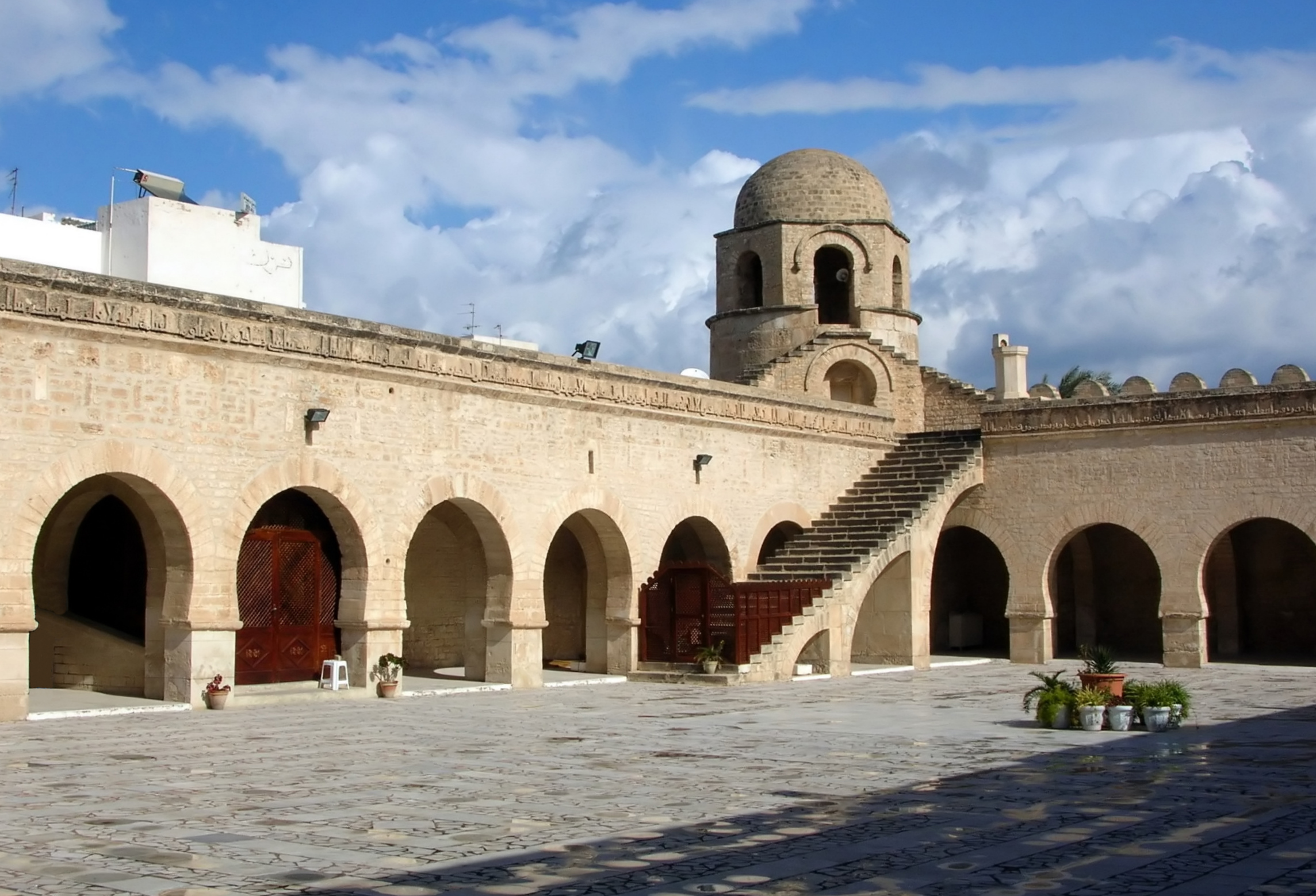
الجامع الكبير بسوسة

| الاسم                    | المكان       | إكتمال الأشغال | الملحوظات |
| ------------------------ | ------------ | -------------- | --- |
| جامع عقبة بن نافع        | القيروان     | 670            | أول مسجد بني في المغرب العربي من قبل الفاتح الإسلامي عقبة بن نافع. |
| جامع الزيتونة            | تونس العاصمة | 698            | أول جامعة في العالم الإسلامي ويتكون من جامعة وجامع، أمر ببنائه حسان بن النعمان و أتمه عبيد الله بن الحبحاب. |
| الجامع الكبير (صفاقس)    | صفاقس        | 849            | الجامع الكبير بصفاقس هو أوّل الجوامع إنشاء في مدينة صفاقس، ويعود تاريخ بنائه إلى نفس سنة بناء سور المدينة أي 235 هـ / 849 م. تمّ بناؤه في عصر الدّولة الأغلبيّة الّتي حكمت إفريقية في القرن التّاسع للميلاد، وتحديدا في فترة قضاء الإمام سحنون على القيروان. |
| الجامع الكبير بسوسة      | سوسة         | 851            | شرع في بناء الجامع الكبير بسوسة سنة 236ه الموافق لسنة 850م بأمر من الأمير أبي العباس محمد بن الأغلب وقد استمرت اشغال البناء عاما وبضعة أشهر وقيل ان تاريخ انتهاء اشغال هذا المعلم الديني يعود إلى سنة 237ه الموافق لسنة 851 ميلاديا                    |
| الجامع الكبير في المهدية | المهدية      | 916            | |
| الجامع الكبير بالمنستير  | المنستير     | قرن 9          | |
| الجامع الكبير بتستور     | تستور        | قرن 17         | |
| الجامع الكبير بسليمان    | سليمان       | 1616           | من أهم المعالم الأثرية والدينية في سليمان، حيث أسسه المورسكيون ليكون أشبه بتحفة فنية تجمع بين متانة البناء وجمال الزخرف وجودة التصميم. |
| جامع بورقيبة             | المنستير     | 1963           | |
| جامع القصبة              | تونس العاصمة | 1230           | الجامع هو على النمط المالكي لكنه أستعمل منذ سنة 1584 من قبل الحنفيين الأتراك. |
| جامع الأجانب             | حومة السوق   | 1714           | |
| مسجد ابن خيرون           | القيروان     | 866            | واجهة المسجد هي أقدم واجهة منحوتة في العالم الإسلامي. |
| جامع الترك               | حومة السوق   | قرن 16         | |
| جامع مالك بن أنس         | قرطاج        | 2003           | أعيد تسميته بعد الثورة التونسية بجامع مالك بن أنس بعد أن كان اسمه جامع العابدين. |
| جامع الهواء              | تونس العاصمة | 1252           | |
| الجامع الجديد            | تونس العاصمة | 1726           | بني المسجد من قبل حسين باي الأول بإستعمال سيراميك إزنيق التركي. |
| جامع القصر               | تونس العاصمة | حوالي 1100     | بني المسجد على النمط المالكي لكنه أصبح يستعمل منذ 1622 من قبل الحنفيين في عهد الخلافة العثمانية. |
| مسجد حمودة باشا          | تونس العاصمة | 1655           | مسجد حنفي ذو صومعة مثمنة. |
| جامع صاحب الطابع         | تونس العاصمة | 1814           | هذا المسجد يشكل جزأ من مجمع معماري يحتوي حمامات وأسواق تقليدية ومدارس إسلامية. |
| جامع سيدي محرز           | تونس العاصمة | 1675           | مسجد يحتوي على قبة كبيرة مركزية، مشابهة لهندسة مساجد إسطنبول. |
| جامع البرج               | تونس العاصمة | 1348           | يسمى المسجد بجامع البرج نظرا لوجوده بقرب باب العسل، و يسمى أيظا جامع سيدي يحيى. |
| جامع يوسف داي            | تونس العاصمة | 1616           | مسجد حنفي ذو صومعة مثمنة. |
| الجامع الأوسط            | مساكن        | 1360           | مسجد مالكي ذو صومعة رباعية على الطراز المغاربي. |